# مقاطعة وينونا (مينيسوتا)
مقاطعة وينونا (بالإنجليزية: Winona County)‏ هي إحدى مقاطعات ولاية مينيسوتا في الولايات المتحدة الأمريكية.